# Élections locales grecques de 2023

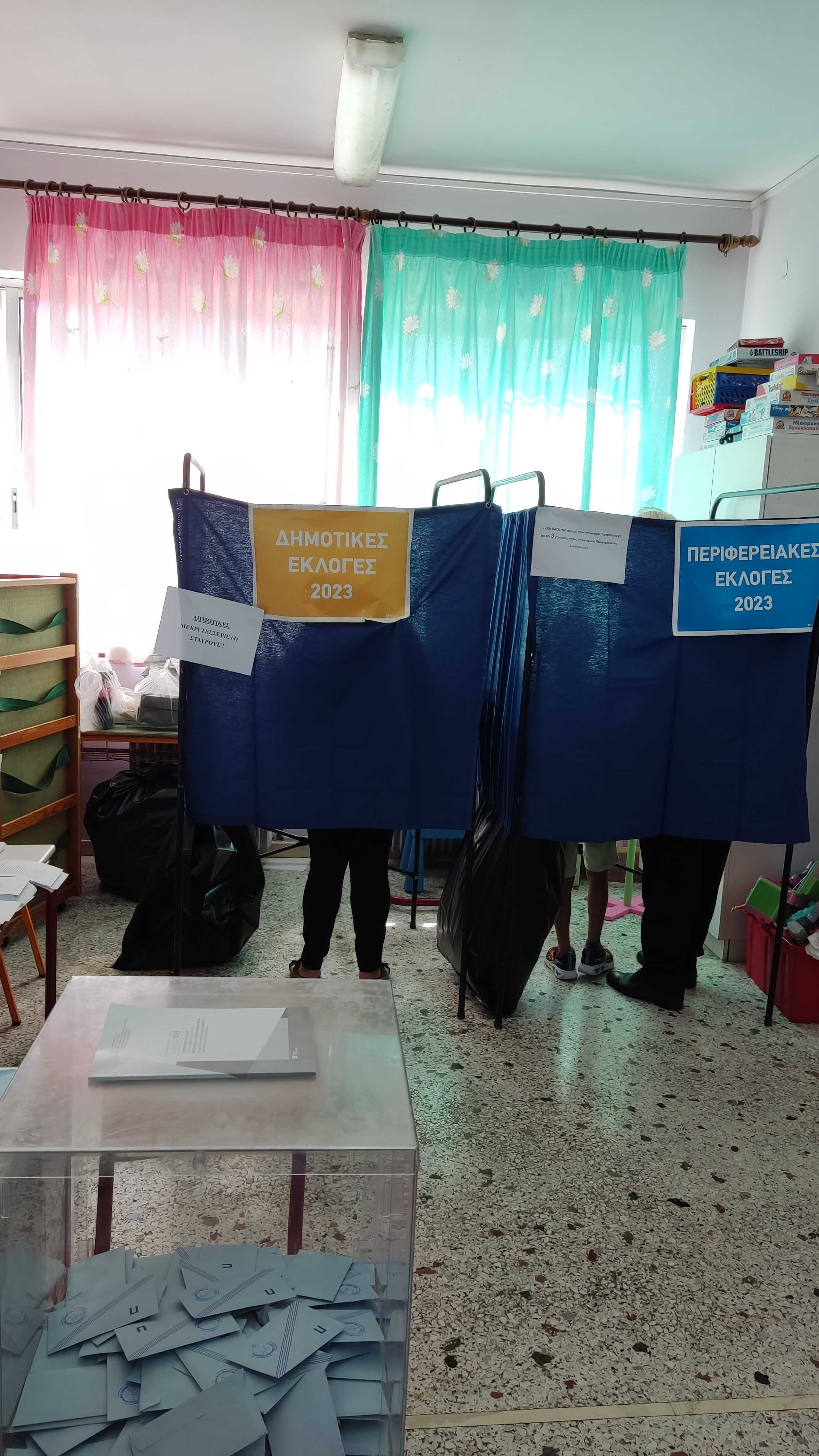
Électeurs en une station électorale, Argos, Péloponnèse.

Les élections locales grecques de 2023 ont lieu les 8 et 15 octobre 2023 afin d'élire les conseils des 13 périphéries (régions) et des 325 dèmes (municipalités) ainsi que leurs dirigeants.